# Битва при Сульци
Би́тва при Су́льци — морское сражение между Карфагеном и Римом во время Первой Пунической войны.
В 258 году до н. э. римский консул Гай Сульпиций Патеркул хотел совершить набег на Африку, но был отброшен ветром к Сардинии, которую стал разорять. Ганнибал, вновь назначенный флотоводцем, пополнил эскадру в Карфагене и прибыл на Сардинию. Специально подосланные дезертиры сказали карфагенянам, что Сульпиций снова собирается в Африку.
Ганнибал отплыл навстречу римлянам. Он был заперт в какой-то гавани Сардинии флотом римлян и в битве потерял большое число кораблей. Карфагеняне, проиграв морское сражение, пристали к берегу, бросили корабли и укрылись в городе Сульци на юго-западе Сардинии. Карфагенские воины забили Ганнибала камнями и распяли его.